# Municipalità locale di Mahikeng
Mahikeng è una municipalità locale (in inglese Mahikeng Local Municipality) appartenente alla municipalità distrettuale di Ngaka Modiri Molema della provincia del Nordovest in Sudafrica.
Il suo territorio si estende su una superficie di 3.698 km² ed è suddiviso in 28 circoscrizioni elettorali (wards).  Il suo codice di distretto è NW383.

## Geografia fisica

### Confini
La municipalità locale di Mahikeng confina a nord con quella di Ramotshere Moiloa, a est con quella di Ditsobola, a sud con quella di Tswaing e a ovest con quella di Ratlou e con il Botswana.

### Città e comuni
- Bafokeng Ba Ga Moraka
- Bakwena Ba Ga Molopyane
- Banogeng
- Barolong Boo Rapulana
- Barolong Boo Ratshidi
- Batloung Ba Ga Shole
- Floorspar Mine
- Kopano
- Madikwe
- Mahikeng
- Mmabatho
- Montshioa
- Rooigrond
- Slurry
- Wintershoek

### Fiumi
- Klein - Marico
- Madebe
- Mareetsane
- Molopo
- Ramatlabama

### Dighe
- Disaneng Dam